# Dexter : Les Origines
Pour les articles homonymes, voir Dexter.
Dexter: New Blood Dexter: Resurrection
Dexter : Les Origines (Dexter: Original Sin) est une série télévisée américaine créée par Clyde Phillips et diffusée en 2024. Il s'agit d'une préquelle de la série télévisée originale Dexter (2006-2013), qui explore les premières années de Dexter Morgan — le personnage créé par Jeff Lindsay — 15 ans avant la série originale. Troisième série de la franchise Dexter, cette série explore sa transformation en tueur en série. Patrick Gibson tient le rôle principal. Michael C. Hall, qui l'incarnait dans la série originale et dans Dexter: New Blood (2021-2022), n'est ici présent que de manière vocale et comme producteur.
La série est diffusée sur Showtime depuis le 13 décembre 2024. En France, elle est diffusée à partir du 6 février 2025 sur Canal+.

## Synopsis
En décembre 2021, après s'être fait tirer dessus par son fils Harrison, Dexter Morgan, grièvement blessé mais toujours en vie, est emmené en urgence à l'hôpital... Il revoit alors sa vie défiler et raconte notamment le 1er février 1971, où sa mère Laura Moser lui a donné naissance.
20 ans plus tard, en 1991, Dexter est étudiant en médecine à l'université de Miami. Il a été élevé par Harry Morgan, qui a également une fille biologique, Debra. Doris, la femme de Harry, est morte quelques années plus tôt. Les pulsions sanguinaires de Dexter ne peuvent plus être ignorées, le jeune homme trouve réconfort et compréhension auprès de Harry. Celui-ci lui a enseigné des règles et a mis en place le "code". Celui-ci doit l’aider à repérer et à tuer des personnes qui méritent de mourir, tout en évitant de se faire coincer par les forces de l’ordre. Alors que son père a fait un infarctus du myocarde, le jeune homme va devenir stagiaire débutant en médecine légale au département de police de Miami.

## Distribution

### Acteurs principaux
- Patrick Gibson (VF : Maxime Baudouin) : Dexter Morgan
- Molly Brown (VF : Jaynélia Coadou) : Debra Morgan
- Christian Slater (VF : Xavier Béja) : Harrison « Harry » Morgan
- Christina Milian (VF : Fily Keita) : Maria LaGuerta
- James Martinez (VF : Eilias Changuel) : Angel Batista
- Alex Shimizu (VF : Adrien Larmande) : Vince Masuka
- Reno Wilson (VF : Mohad Sanou) : Bobby Watt
- Patrick Dempsey (VF : Damien Boisseau) : Aaron Spencer
- Michael C. Hall (VF : Patrick Mancini) : Dexter Morgan plus âgé (apparition, épisode 1) et le narrateur (voix, épisodes 1 à 10)

### Special guest star
- Sarah Michelle Gellar (VF : Claire Guyot) : Tanya Martin

### Récurrents
- Brittany Allen : Laura Moser
- Raquel Justice (VF : Élise Vigné) : Sofia Rivera
- Jeff Daniel Phillips : Levi Reed
- Sarah Kinsey (VF : Emmanuelle Fernandez) : Camilla Figg
- Jasper Lewis : Doris Morgan
- Aaron Jennings (VF : Sourou Ouadodji) : Clark Sanders
- Roberto Sanchez : Tony Ferrer
- Eli Sherman : Dexter, enfant
- Carlo Mendez : Hector Estrada
- Randy Gonzalez (VF : Olivier Peissel) : Santos Jimenez
- Isaac Gonzalez Rossi (VF : Aurélien Raynal) : Gio
- Amanda Brooks : Becca Spencer
- London Thatcher : Nicky Spencer
- Roby Attal : Brian Moser

### Invités
- Joe Pantoliano : "Mad Dog"

## Production

### Développement
En 2023, il est annoncé que trois nouvelles séries mettant en scène Dexter Morgan sont en développement. Parmi elles, une série préquelle provisoirement intitulée Dexter: Origins, une saison 2 de Dexter: New Blood et une série dédiée aux premières années du Trinity Killer,. Toutefois, le développement de ces séries est ralenti par la grève des scénaristes et des acteurs.
En mars 2024, la production des séries redémarre, à l’exception du projet sur le Tueur de la trinité. Le tournage de la préquelle à la série Dexter est alors prévu pour juin 2024 à Los Angeles.
La série est produite par Michael C. Hall, qui jouait Dexter Morgan dans la série originale. Clyde Philips, show runner des quatre premières saisons de Dexter et de Dexter: New Blood, est chargé du développement de ces nouvelles séries. Scott Reynolds, scénariste de la série originale, est également de retour pour ce projet.
Le titre officiel de la série, Dexter: Original Sin, est révélé en mai 2024 par Showtime. La série se compose d’une saison de 10 épisodes.
En décembre 2024, une série préquelle sur le Tueur de la Trinité est officialisée, sous la direction de Clyde Phillips, le showrunner de la série originale. L'intégralité des épisodes est déjà écrite, et John Lithgow fera son retour en tant que narrateur.

### Attribution des rôles
En mai 2024, Showtime révèle les premiers acteurs qui rejoignent la distribution de la préquelle. Patrick Gibson est choisi pour reprendre le rôle de Dexter Morgan, succédant à Michael C. Hall, qui l'interprétait dans la série originale et dans New Blood. Molly Brown obtient quant à elle le rôle de sa sœur adoptive Debra, succédant ainsi à Jennifer Carpenter. Christian Slater reprend le rôle de Harry Morgan qui était tenu par James Remar dans la série originale.
En juin 2024, Showtime annonce l’arrivée de quatre nouveaux acteurs. Christina Milian est annoncée dans le rôle de Maria LaGuerta, incarnée par Lauren Vélez dans plusieurs saisons de la première série. James Martinez sera Angel Batista, Alex Shimizu sera Vince Masuka. Reno Wilson a été choisi pour jouer Bobby Watt, un nouveau personnage.

### Tournage
Le tournage débute officiellement le 5 juin 2024 à Miami. Tout comme son prédécesseur, la production se déroule également à Los Angeles.

### Fiche technique
- Titre original : Dexter: Original Sin
- Création : Clyde Philips et Scott Reynolds, d'après l’œuvre de Jeff Lindsay
- Producteurs délégués : Michael C. Hall, Clyde Philips, Scott Reynolds
- Sociétés de production : Showtime Networks et Clyde Philips Productions
- Sociétés de distribution : Showtime Networks
- Pays de production :  États-Unis
- Langue originale : Anglais
- Genre : policier, thriller, drame

## Épisodes
1. Et au commencement… (And in the Beginning…)
2. Un gamin dans un magasin de bonbons (Kid in a Candy Store)
3. Deux flics à Miami  (Miami Vice)
4. Accrochage  (Fender Bender)
5. F comme Fiasco  (F Is for Fuck Up)
6. Le plaisir de tuer  (The Joy of Killing)
7. Le grand méchant problème de cadavre  (The Big Bad Body Problem)
8. Affaires et plaisir  (Business and Pleasure)
9. Collecte de sang  (Blood Drive)
10. Code bleu (Born This Way)